# Microeulima
Microeulima is een geslacht van weekdieren uit de klasse van de Gastropoda (slakken).

## Soorten
- Microeulima bartschi (Strong & Hertlein, 1937)
- Microeulima hemphillii (Dall, 1884)
- Microeulima terebralis (Carpenter, 1857)